# Prades-le-Lez
Pour les articles homonymes, voir Prades.
Prades-le-Lez [pʁad lə lɛz]  et Pradas de Les en occitan est une commune française située dans le nord-est du département de l'Hérault en région Occitanie, en périphérie de Montpellier.
Exposée à un climat méditerranéen, elle est drainée par le Lez, le Lirou, le Terrieu et par deux autres cours d'eau. La commune possède un patrimoine naturel remarquable : un site Natura 2000 (« le Lez ») et trois zones naturelles d'intérêt écologique, faunistique et floristique.
Prades-le-Lez est une commune urbaine qui compte 6 207 habitants en 2022, après avoir connu une forte hausse de la population depuis 1962. Elle est dans l'agglomération de Montpellier et fait partie de l'aire d'attraction de Montpellier. Ses habitants sont appelés les Pradéens ou  Pradéennes.

## Géographie
Située au nord de Montpellier, Prades-le-Lez avec ses quelque 6 000 habitants est une petite ville relativement calme à dominance résidentielle, au bord du Lez, fleuve qui prend sa source à Saint-Clément-de-Rivière et se jette dans la mer Méditerranée, à Palavas-les-Flots.
Prades-le-Lez se situe à 25 km de la mer à vol d'oiseau, dans la vallée du Lez et au pied du pic Saint-Loup, cette situation géographique fait que les températures minimales y sont 2 à 3 degrés plus fraîches qu'à Montpellier ; en revanche les températures maximales y sont régulièrement supérieures notamment en été.

Prades est souvent victime d'inondations lors des épisodes cévenols en automne.
En 2000, une tornade tua trois personnes à Montpellier. Elle toucha la commune et occasionna la fermeture d'un supermarché durant plusieurs semaines, le toit s'étant envolé.

### Communes limitrophes et proches
Les communes limitrophes sont Assas, Clapiers, Les Matelles, Montferrier-sur-Lez, Saint-Clément-de-Rivière, Saint-Vincent-de-Barbeyrargues et Le Triadou.
| Le Triadou (4.73 / 6,62 km) St-Jean-de-Cuculles (6.53 / 8,73 km) Les Matelles (5.60 / 10,56 km) | St-Mathieu-de-Tréviers (7.96 / 9,14 km) | Ste-Croix-de-Quintillargues (9.18 / 13,33 km) St-Vincent-de-Barbeyrargues (1.68 / 2,50 km) Assas (3.08 / 4,51 km) |
| Argelliers (15.18 / 30,77 km)                                                                   | Prades-le-Lez                           | St-Geniès-des-Mourgues (13.74 / 22,80 km)                                                                         |
| St-Gély-du-Fesc (4.76 / 12,45 km) St-Clément-de-Rivière (1.96 / 6,00 km)                        | Montferrier-sur-Lez (3.49 / 4,53 km)    | Teyran (5.28 / 7,48 km) Jacou (5.64 / 7,41 km) Clapiers (4.98 / 7,00 km)                                          |

### Climat
Pour des articles plus généraux, voir Climat de l'Occitanie et Climat de l'Hérault.
En 2010, le climat de la commune est de type climat méditerranéen franc, selon une étude s'appuyant sur une série de données couvrant la période 1971-2000. En 2020, Météo-France publie une typologie des climats de la France métropolitaine dans laquelle la commune est exposée à un climat méditerranéen et est dans la région climatique  Provence, Languedoc-Roussillon, caractérisée par une pluviométrie faible en été, un très bon ensoleillement (2 600 h/an), un été chaud (21,5 °C), un air très sec en été, sec en toutes saisons, des vents forts (fréquence de 40 à 50 % de vents > 5 m/s) et peu de brouillards.
Pour la période 1971-2000, la température annuelle moyenne est de 14,2 °C, avec une amplitude thermique annuelle de 6,5 °C. Le cumul annuel moyen de précipitations est de 815 mm, avec 6,3 jours de précipitations en janvier et 2,9 jours en juillet. Pour la période 1991-2020, la température moyenne annuelle observée sur la station météorologique installée sur la commune est de 14,6 °C et le cumul annuel moyen de précipitations est de 869,7 mm,. Pour l'avenir, les paramètres climatiques de la commune estimés pour 2050 selon différents scénarios d'émission de gaz à effet de serre sont consultables sur un site dédié publié par Météo-France en novembre 2022.
| Mois                                  | jan.             | fév.           | mars          | avril         | mai           | juin           | jui.            | août           | sep.         | oct.            | nov.            | déc.           | année      |
| ------------------------------------- | ---------------- | -------------- | ------------- | ------------- | ------------- | -------------- | --------------- | -------------- | ------------ | --------------- | --------------- | -------------- | ---------- |
| Température minimale moyenne (°C)     | 1,1              | 1,1            | 3,6           | 6,7           | 10,2          | 13,7           | 16,2            | 16             | 12,3         | 9,8             | 5,1             | 2              | 8,2        |
| Température moyenne (°C)              | 6,6              | 7,3            | 10,3          | 13,1          | 16,9          | 21,2           | 23,9            | 23,6           | 19,3         | 15,4            | 10,4            | 7,3            | 14,6       |
| Température maximale moyenne (°C)     | 12,1             | 13,5           | 16,9          | 19,6          | 23,7          | 28,6           | 31,6            | 31,3           | 26,3         | 21              | 15,7            | 12,5           | 21,1       |
| Record de froid (°C) date du record   | −14,6 15.01.1985 | −14,6 12.02.12 | −12 02.03.05  | −5,5 08.04.21 | 0,5 07.05.19  | 4,9 04.06.1984 | 6,8 13.07.00    | 5,7 29.08.1998 | 2,4 16.09.08 | −4,5 25.10.03   | −9,6 28.11.1985 | −10,3 17.12.09 | −14,6 2012 |
| Record de chaleur (°C) date du record | 22,9 26.01.24    | 25 22.02.19    | 28,3 31.03.12 | 32,3 08.04.11 | 34,7 31.05.01 | 44,4 28.06.19  | 39,5 07.07.1982 | 42,2 10.08.25  | 38 04.09.16  | 34,3 02.10.1997 | 25,6 15.11.15   | 21,9 30.12.21  | 44,4 2019  |
| Précipitations (mm)                   | 79               | 52,3           | 56,5          | 75,2          | 63,5          | 45,4           | 23,3            | 44,6           | 112,4        | 127,8           | 106,1           | 83,6           | 869,7      |

### Milieux naturels et biodiversité

#### Réseau Natura 2000

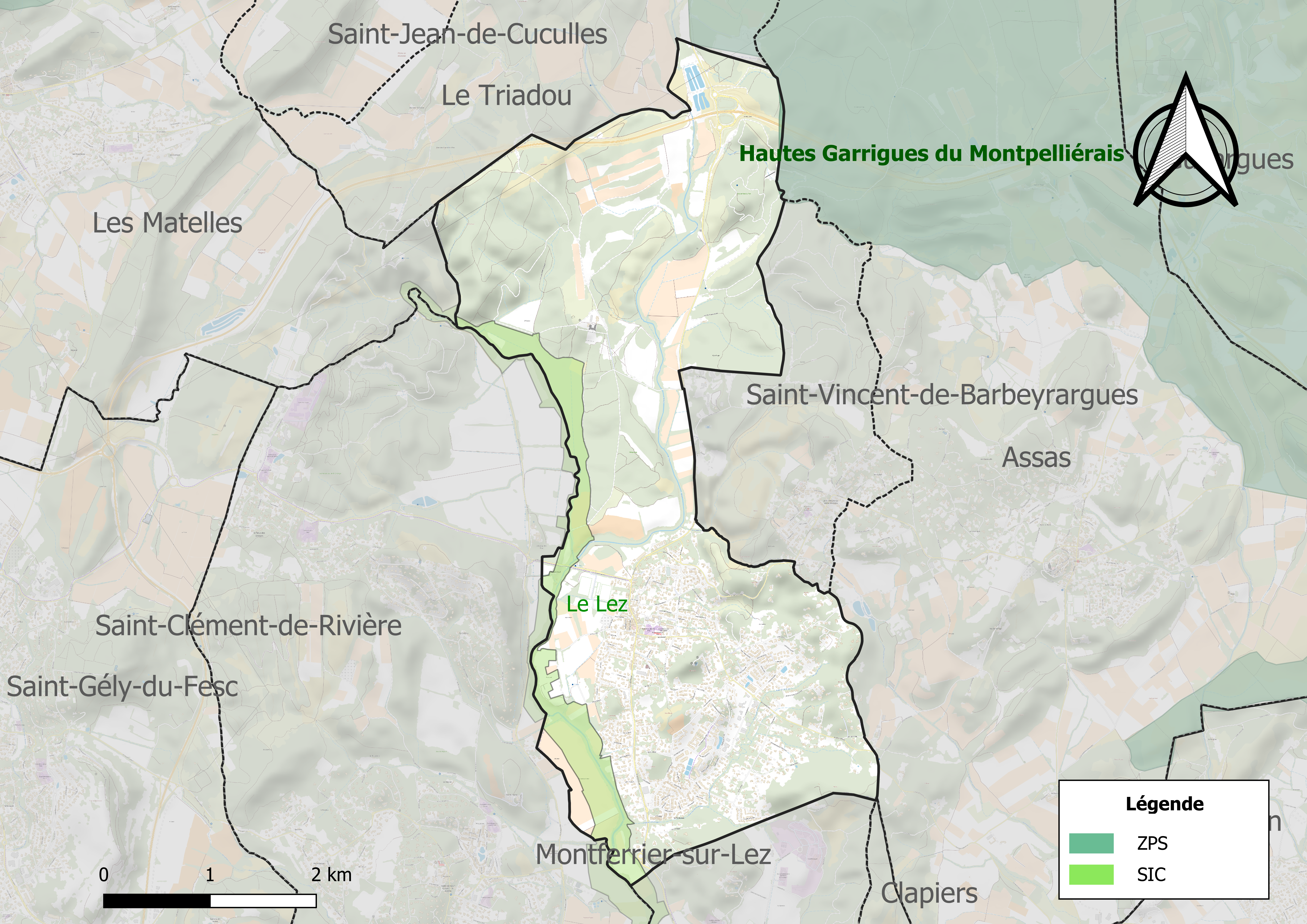
Site Natura 2000 sur le territoire communal.

Le réseau Natura 2000 est un réseau écologique européen de sites naturels d'intérêt écologique élaboré à partir des directives habitats et oiseaux, constitué de zones spéciales de conservation (ZSC) et de zones de protection spéciale (ZPS).
Un site Natura 2000 a été défini sur la commune au titre de la directive habitats : « le Lez », d'une superficie de 239 ha, l'unique site de présence du Chabot endémique, Cottus petiti.

#### Zones naturelles d'intérêt écologique, faunistique et floristique
L’inventaire des zones naturelles d'intérêt écologique, faunistique et floristique (ZNIEFF) a pour objectif de réaliser une couverture des zones les plus intéressantes sur le plan écologique, essentiellement dans la perspective d’améliorer la connaissance du patrimoine naturel national et de fournir aux différents décideurs un outil d’aide à la prise en compte de l’environnement dans l’aménagement du territoire.
Deux ZNIEFF de type 1 sont recensées sur la commune :
les « rivières du Lirou et du Lez » (127 ha), couvrant 7 communes du département et 
la « vallée du Terrieu et domaine de Restinclières » (325 ha), couvrant 2 communes du département
et une ZNIEFF de type 2, : 
les « plaines et garrigues du Nord Montpelliérais » (13 097 ha), couvrant 25 communes dont six dans le Gard et 19 dans l'Hérault.

Carte des ZNIEFF de type 1 et 2 à Prades-le-Lez.
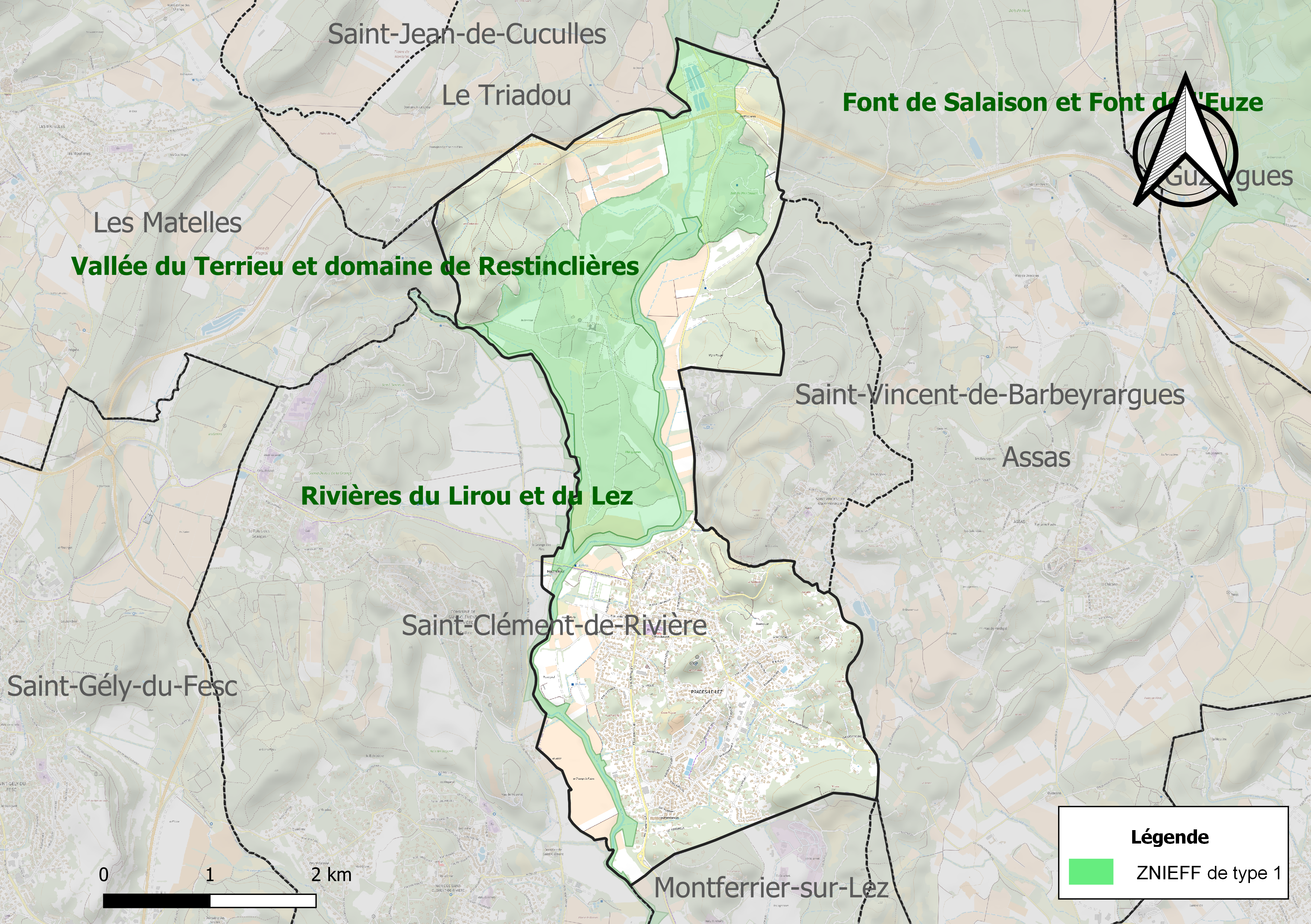
Carte des ZNIEFF de type 1 sur la commune.
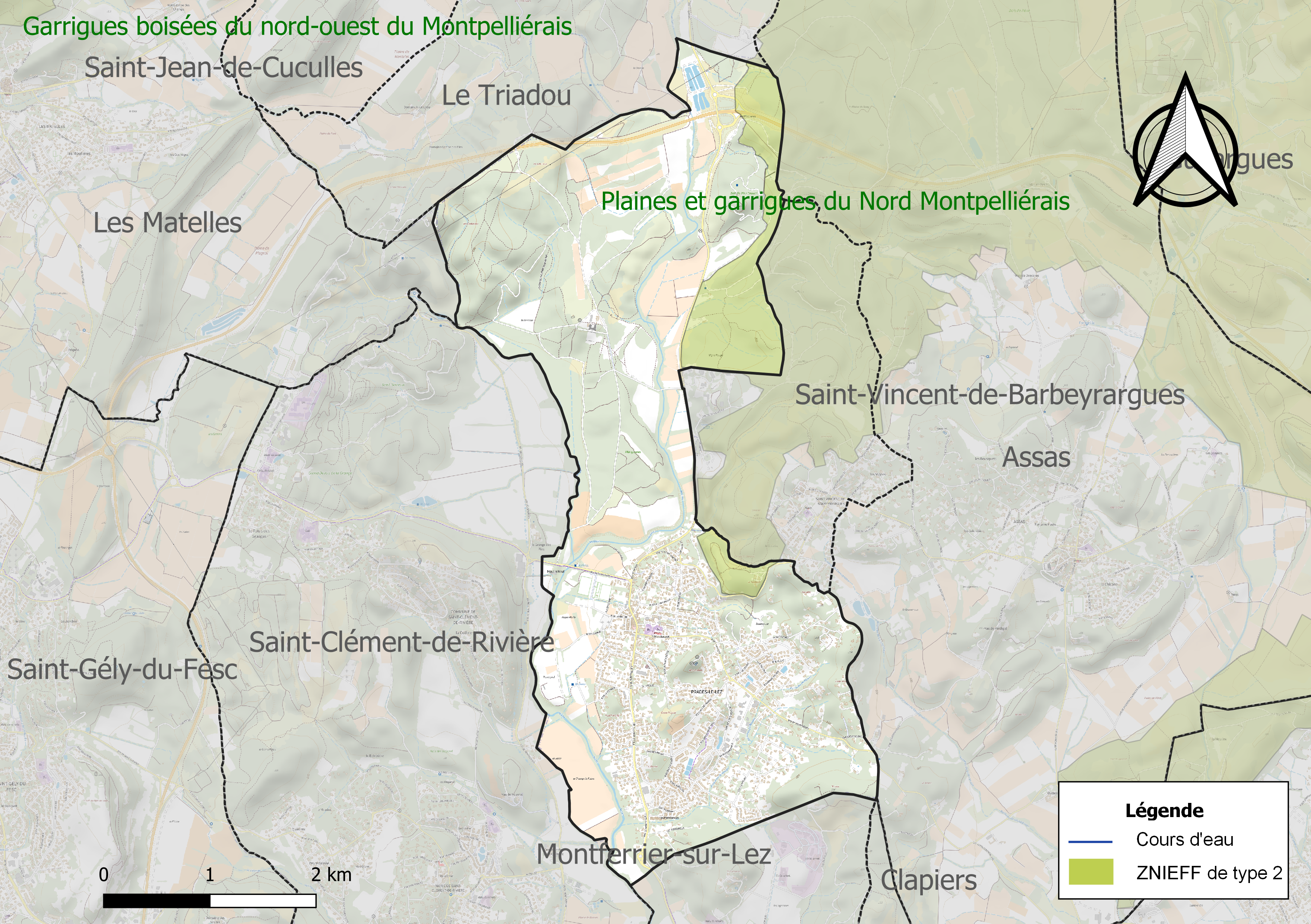
Carte de la ZNIEFF de type 2 sur la commune.

## Urbanisme

### Typologie
Au 1er janvier 2024, Prades-le-Lez est catégorisée ceinture urbaine, selon la nouvelle grille communale de densité à sept niveaux définie par l'Insee en 2022.
Elle appartient à l'unité urbaine de Montpellier, une agglomération intra-départementale regroupant 22  communes, dont elle est une commune de la banlieue,,. Par ailleurs la commune fait partie de l'aire d'attraction de Montpellier, dont elle est une commune de la couronne,. Cette aire, qui regroupe 161 communes, est catégorisée dans les aires de 700 000 habitants ou plus (hors Paris),.

### Occupation des sols
L'occupation des sols de la commune, telle qu'elle ressort de la base de données européenne d’occupation biophysique des sols Corine Land Cover (CLC), est marquée par l'importance des forêts et milieux semi-naturels (37,5 % en 2018), en diminution par rapport à 1990 (46,5 %). La répartition détaillée en 2018 est la suivante : 
zones urbanisées (28,8 %), forêts (22 %), cultures permanentes (16,3 %), milieux à végétation arbustive et/ou herbacée (15,4 %), terres arables (7,7 %), zones agricoles hétérogènes (4,9 %), zones industrielles ou commerciales et réseaux de communication (4,7 %), mines, décharges et chantiers (0,2 %). L'évolution de l’occupation des sols de la commune et de ses infrastructures peut être observée sur les différentes représentations cartographiques du territoire : la carte de Cassini (XVIIIe siècle), la carte d'état-major (1820-1866) et les cartes ou photos aériennes de l'IGN pour la période actuelle (1950 à aujourd'hui).

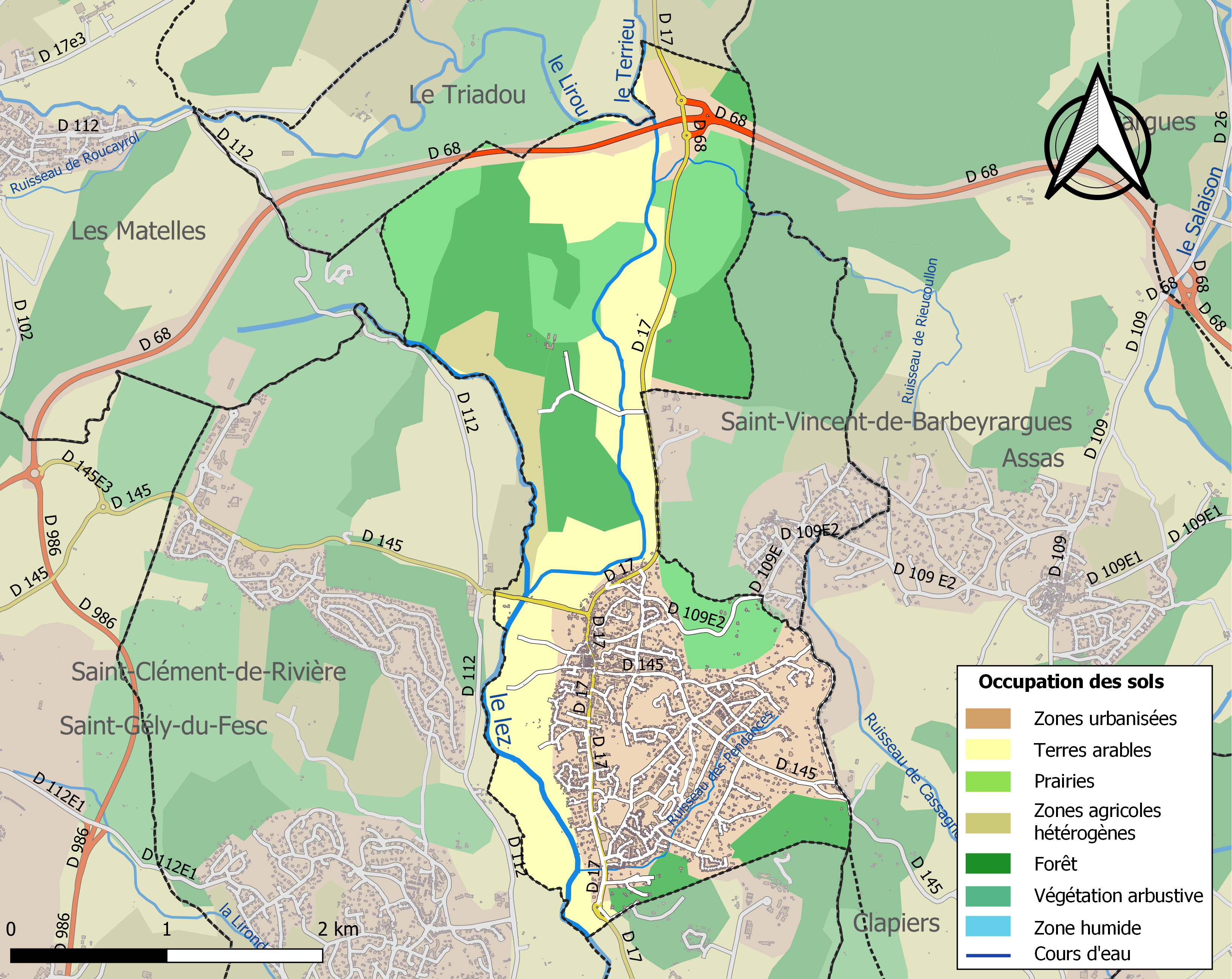
Carte des infrastructures et de l'occupation des sols de la commune en 2018 (CLC).

### Risques majeurs
Le territoire de la commune de Prades-le-Lez est vulnérable à différents aléas naturels : météorologiques (tempête, orage, neige, grand froid, canicule ou sécheresse), inondations, feux de forêts, mouvements de terrains et séisme (sismicité faible). Il est également exposé à un risque technologique,  le transport de matières dangereuses. Un site publié par le BRGM permet d'évaluer simplement et rapidement les risques d'un bien localisé soit par son adresse soit par le numéro de sa parcelle.

#### Risques naturels
La commune fait partie du territoire à risques importants d'inondation (TRI) de Montpellier-Lunel-Maugio-Palavas, regroupant 49 communes du bassin de vie de Montpellier et s'étendant sur les départements de  l'Hérault et du Gard, un des 31 TRI qui ont été arrêtés fin 2012 sur le bassin Rhône-Méditerranée, retenu au regard des risques de submersions marines et de débordements du Vistre, du Vidourle, du Lez et de la Mosson. Parmi les événements significatifs antérieurs à 2019 qui ont touché le territoire, peuvent être citées les crues de septembre 2002 et de septembre 2003 (Vidourle) et les tempêtes de novembre 1982 et décembre 1997 qui ont touché le littoral. Des cartes des surfaces inondables ont été établies pour trois scénarios : fréquent (crue de temps de retour de 10 ans à 30 ans), moyen (temps de retour de 100 ans à 300 ans) et extrême (temps de retour de l'ordre de 1 000 ans, qui met en défaut tout système de protection). La commune a été reconnue en état de catastrophe naturelle au titre des dommages causés par les inondations et coulées de boue survenues en 1982, 2001, 2003, 2005, 2008 et 2014,.
Prades-le-Lez est exposée au risque de feu de forêt. Un plan départemental de protection des forêts contre les incendies (PDPFCI) a été approuvé en juin 2013 et court jusqu'en 2022, où il doit être renouvelé. Les mesures individuelles de prévention contre les incendies sont précisées par deux arrêtés préfectoraux et s’appliquent dans les zones exposées aux incendies de forêt et à moins de 200 mètres de celles-ci. L’arrêté du 25 avril 2002 réglemente l'emploi du feu en interdisant notamment d’apporter du feu, de fumer et de jeter des mégots de cigarette dans les espaces sensibles et sur les voies qui les traversent sous peine de sanctions. L'arrêté du 11 mars 2013 rend le débroussaillement obligatoire, incombant au propriétaire ou ayant droit,.

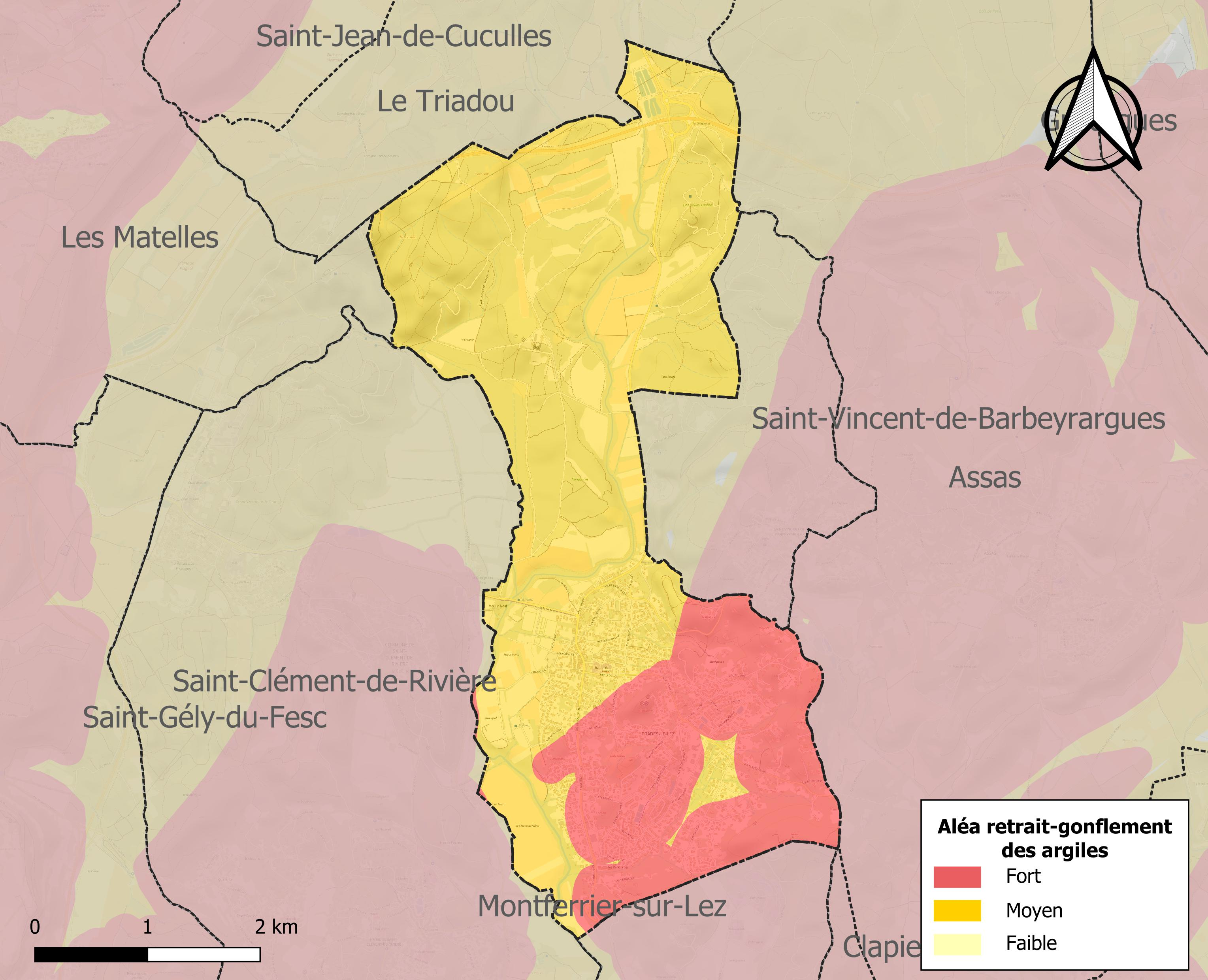
Carte des zones d'aléa retrait-gonflement des sols argileux de Prades-le-Lez.

La commune est vulnérable au risque de mouvements de terrains constitué principalement du retrait-gonflement des sols argileux. Cet aléa est susceptible d'engendrer des dommages importants aux bâtiments en cas d’alternance de périodes de sécheresse et de pluie. La totalité de la commune est en aléa moyen ou fort (59,3 % au niveau départemental et 48,5 % au niveau national). Sur les 1 760 bâtiments dénombrés sur la commune en 2019, 1 760 sont en aléa moyen ou fort, soit 100 %, à comparer aux 85 % au niveau départemental et 54 % au niveau national. Une cartographie de l'exposition du territoire national au retrait gonflement des sols argileux est disponible sur le site du BRGM,.
Par ailleurs, afin de mieux appréhender le risque d’affaissement de terrain, l'inventaire national des cavités souterraines permet de localiser celles situées sur la commune.

#### Risques technologiques
Le risque de transport de matières dangereuses sur la commune est lié à sa traversée par des infrastructures routières ou ferroviaires importantes ou la présence d'une canalisation de transport d'hydrocarbures. Un accident se produisant sur de telles infrastructures est susceptible d’avoir des effets graves sur les biens, les personnes ou l'environnement, selon la nature du matériau transporté. Des dispositions d’urbanisme peuvent être préconisées en conséquence.

## Histoire

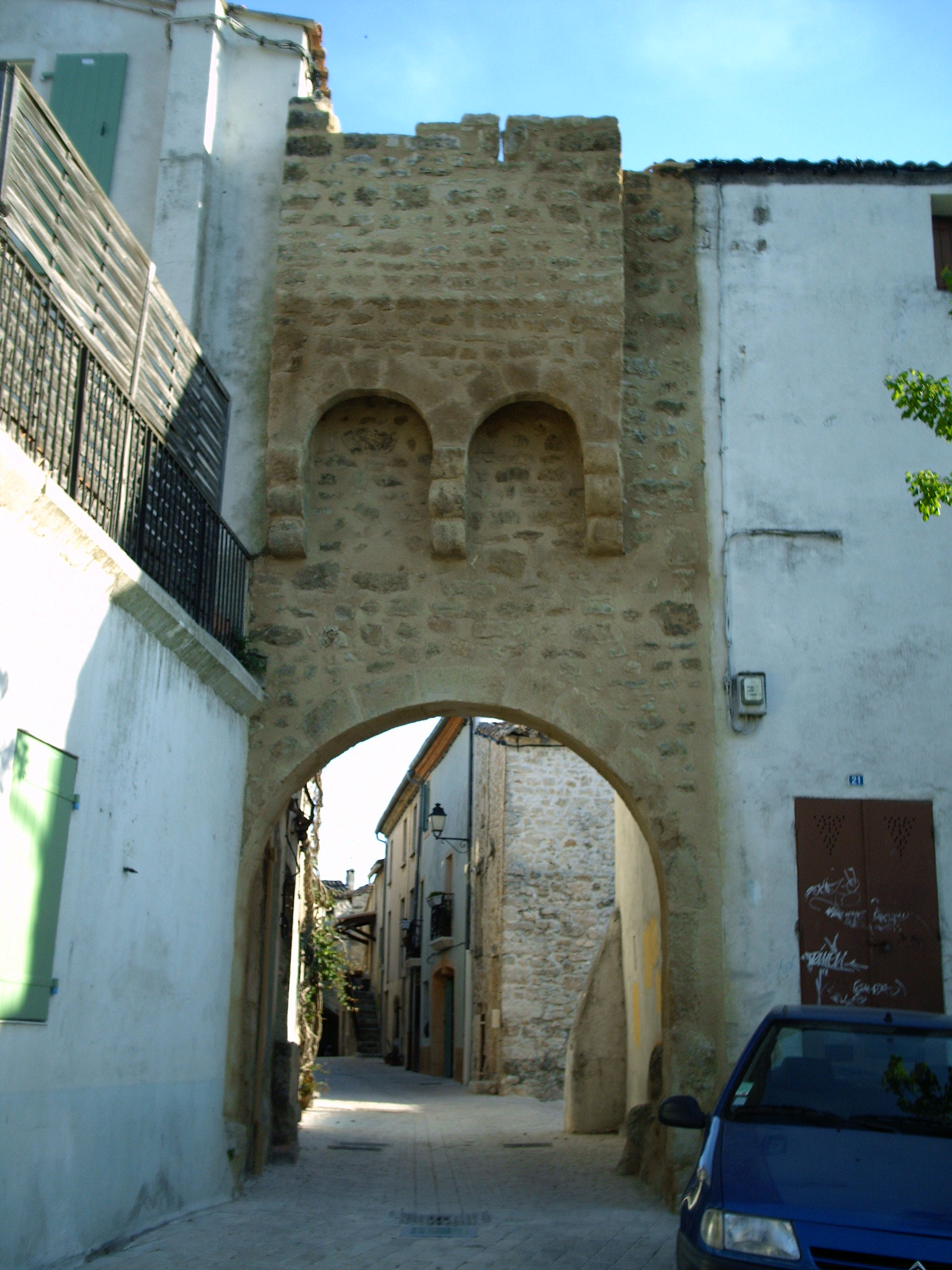
L'ancienne porte Nord (restaurée) ouvrant sur la « rue du Vieux-Prades ».

### Préhistoire et Antiquité
La première occupation humaine remonte au Néolithique final (environ 3 000 ans av. J.-C.) : silex taillés, outils en os et céramiques caractéristiques ont été découverts sur un site qui a vraisemblablement été un lieu de taille de silex. Le territoire de la commune a aussi été occupé à l'époque Chalcolithique (2 500 ans av. J.-C.). Un site gallo-romain daté du Haut-Empire (entre 30 ans av. J.-C. et 193 ans apr. J.-C.) a été également identifié.

### Moyen Âge
La première mention écrite de Prades — « villa Pratis » — est faite aux alentours de 804 dans le « cartulaire de Gellone », bien qu'on ne puisse pas parler de village à cette époque. En 1144, l'église Saint-Jacques-le-Majeur est citée dans le « cartulaire de Maguelone ».
En 1156, Prades-le-Lez est une paroisse. Ce hameau médiéval va se développer derrière une enceinte quadrangulaire médiévale datée des XIIe siècle et XIIIe siècle, dont les vestiges de deux portes (Nord et Sud) sont encore visibles aujourd'hui, de part et d'autre de la « rue du Vieux-Prades » située derrière l'église. Cette rue sera l'artère principale du village jusqu'au XIXe siècle. Les portes médiévales auraient été rehaussées à la fin de la Guerre de Cent Ans afin de renforcer la protection face aux pillards qui sévissaient dans la région à cette époque.
Aujourd'hui, l'enceinte médiévale reste bien visible et on peut l'observer sur toute la longueur de son tracé : route de Mende, rues Roucayrol, de la Rivière et de Sauvielle. Cette rue a été créée à la fin du XIXe siècle sur l'emplacement des anciens fossés, lieux de dépôts du fumier et autres déchets dégageant une odeur peu agréable…

Outre les portes, on peut observer l'ancien chemin de ronde (rue Roucayrol et route de Mende) ainsi qu'une tour d'angle (rue de Sauvielle / rue de la Rivière).

Récemment, une portion du rempart a été dégagée et mise en valeur à la suite de la destruction d'une petite maison bordant la route de Mende et attenante au café du Nord.

### Temps modernes

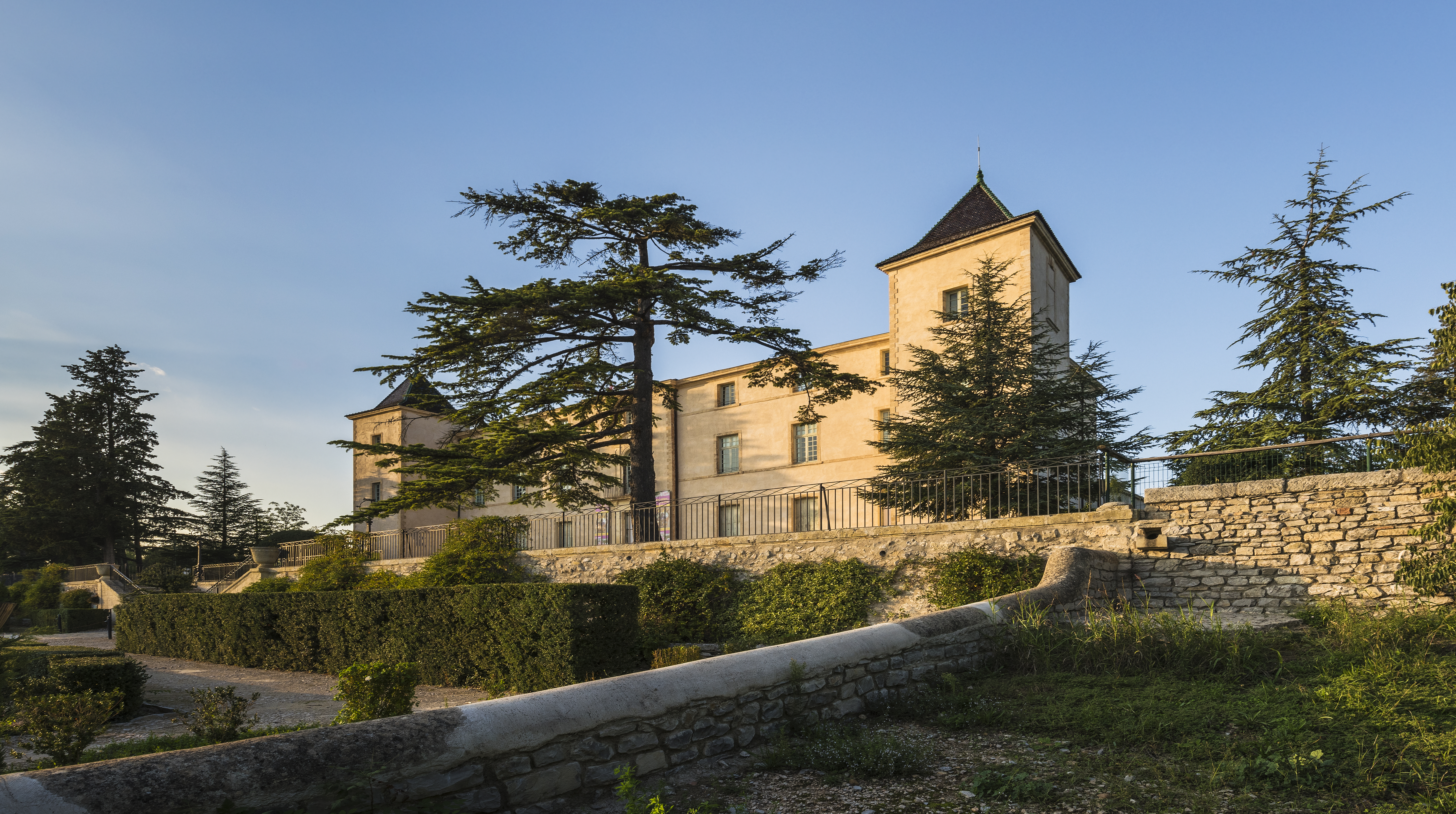
Château de Restinclières.

Sous Louis XIV fut construit le château de Restinclières actuel sur dit-on l'emplacement d'un ancien château fort de la fin du XIIe siècle. Ce château abrite aujourd'hui la Maison départementale de l'environnement et est le siège de nombreuses animations, expositions, spectacles…

### Révolution française
Lors de la Révolution française, les citoyens de la commune se réunissent au sein de la société révolutionnaire, baptisée « société des amis de la constitution » en 1792.

### LeXIXesiècle
Sur le cadastre napoléonien figurent que de nombreuses rues existaient déjà (en tant que chemins) avec le nom actuel (chemin des Mazes, chemin de Cabanis, chemin du Mas d'Aussel, chemin du Nouau….), leur tracé étant le même ou légèrement différent.

D'autres existaient mais portaient alors un nom différent : la rue du Mas-de-Prades s'appelait alors chemin de Montpellier à Saint-Vincent et suivait le même tracé qu'aujourd'hui pour rejoindre le chemin de Prades à Teyran (aujourd'hui route de Vendargues). En passant par l'actuelle rue de l'Occitanie, puis celle des Chênes-Kermès qui fait l'intersection avec celle du Plo-Midi (chemin de Prades à Assas à l'époque) et en continuant vers le nord sur l'impasse en face de celle des Asphodèles, on arrivait au village de Saint-Vincent de Barbeyrargues. Cet itinéraire existe toujours, au bout de cette impasse, la rue devient un authentique chemin (sans doute le même qu'à cette époque) permettant de rejoindre la portion de la route actuelle qui mène à Saint-Vincent.

L'ancien chemin de Prades à St-Vincent, à l'époque Chemin de Prades à St-Vincent, démarrait là où démarrait la Rue de la Cantarelle, à l'intersection avec la Rue du Mas d'Aussel, traversait le Chemin des Mazes, et continuait sur la rue qui porte toujours son nom. Au delà, le chemin est différent de l'itinéraire actuel, en effet il passe au Nord de l'actuelle route. Il est toujours praticable aujourd'hui.

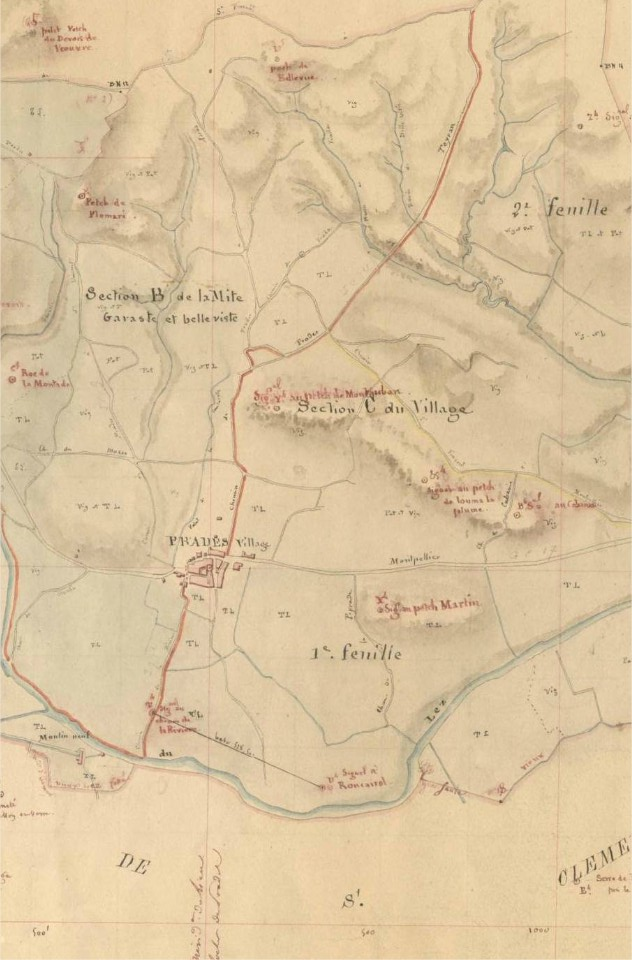
Plan cadastral napoléonien de Prades réalisé en 1832.

Les plans font figurer les noms de quartiers d'aujourd'hui (Coste Rousse, Bouissousse, Nouau, Le Viala, Plo-Midi, Puech Marty, etc.) sur les zones mêmes de ces quartiers, à l'état de terrains (vignes, cultures, champs…) à cette époque.

Ces plans sont consultables sur le site des archives départementales de l'Hérault.
Au milieu de ce siècle, le cimetière déménage sur son emplacement actuel. Il occupait jusque-là le terrain où se trouve aujourd'hui l'église, reconstruite en 1891 (voir ci-après la rubrique : « L'église »).
La seconde moitié du XIXe siècle voit également la création de nouvelles routes, dont l'« allée des Platanes », connue de tous les Pradéens et permettant de rejoindre la route de Saint-Clément ainsi que le moulin depuis le centre du village. La construction de cette route inaugure le nouveau pont sur le Lez. Auparavant, pour se rendre au moulin à la sortie du village et à Saint-Clément, il fallait emprunter l'actuel « chemin du Lirou » (qui s'appelait le « chemin du Moulin »). Ce chemin prend naissance au niveau de l'actuel rond-point qui fait l'intersection entre la route de Mende et l'allée des platanes. Il mène sur les berges du Lirou, au nord-est, qui se franchissait à gué (une partie des pierres du passage sont toujours visibles aujourd'hui) afin de rejoindre le chemin qui mène au château de Restinclières. Ici, il fallait alors suivre ce chemin vers le sud en passant le vieux pont sur le Lez et au bout du chemin bordé de platanes, on arrivait au moulin, tout comme aujourd'hui. De là, il était alors possible de rejoindre la route de Saint-Clément.

Cet itinéraire rendait donc le trajet beaucoup plus long. De plus, le passage à gué sur le Lirou devenait impraticable lors des fortes pluies et l'accroissement des communications et du transport nécessitait une route digne de ce nom. La nouvelle route répondit parfaitement à ces exigences. Pendant longtemps, cette route a posé de nombreux problèmes de circulation, aujourd'hui résolus grâce à l'aménagement d'une nouvelle voie parallèle.
Une nouvelle route est ouverte entre Prades et Saint-Vincent-de-Barbeyrargues, remplaçant le vieux chemin qui a donné son nom à une rue du village. Plus sinueuse, cette nouvelle route présente néanmoins des pentes moins raides, critère essentiel à l'époque pour permettre le transport des marchandises. L'ancien chemin est toujours praticable aujourd'hui, sauf à la sortie du village en direction de Saint-Vincent à cause des maisons construites sur son tracé durant l'urbanisation de Prades.
En 1859 est inauguré le bâtiment de l'actuelle poste, destiné à accueillir le groupe scolaire du village. Sa construction a suscité une polémique : à l'époque, le ruisseau « la Cantarelle » n'était pas enterré et le bâtiment se trouvait à l'extérieur du village, ainsi de nombreuses personnes y voyaient un danger pour les enfants qui devaient traverser le ruisseau pour se rendre à l'école, ruisseau qui par temps pluvieux voyait son niveau monter assez vite.
Il fut question d'une ligne de chemin de fer de Montpellier à Quissac traversant la commune de Prades, mais le projet n'a jamais abouti. L'emplacement envisagé pour la gare était l'actuel chemin des Mazes.
Le 11 août 1889, le conseil est amené à discuter sur la nécessité de changer la nomination du village. Plusieurs réclamations concernent la distribution des courriers et paquets n'y arrivant pas. En effet plusieurs communes portent le nom de Prades dans la région du Languedoc-Roussillon (Prades dans les Pyrénées-Orientales et Prades-sur-Vernazobre). Il est donc tout naturellement rattaché le nom de la rivière « le Lez » qui traverse le village d'où le nom de « Prades-le-Lez ».
C'est durant la seconde moitié du XIXe siècle que la route de Mende, qui s'entoure progressivement de maisons essentiellement vigneronnes, devient la rue principale du village : les photos du début du XXe siècle montrent les habitants prenant la pose en plein milieu de la route, chose qui serait très périlleuse aujourd'hui… Plus tard, la route sera alignée et élargie. Le centre du village se déplace donc vers l'est, délaissant la trop étroite et sombre rue du Vieux-Prades d'origine médiévale. Il n'en bougera plus : aujourd'hui encore, l'artère principale de Prades est constituée par la route de Mende et son trafic trop dense aux heures de pointe…

### LeXXesiècleet l'explosion démographique
La mairie actuelle est inaugurée en 1954. Elle sert également de locaux à l'école primaire. Les années 50 voient aussi la création du foyer rural. Dans la première moitié du XXe siècle, Prades reste un village petit et peu peuplé. Des maisons se construisent petit à petit de part et d'autre de l'ancien village mais cela se fait lentement. C'est à partir des années 1980 qu'il va commencer son essor. Des quartiers entiers sortent de terre en quelques années. La construction du « nouveau centre » (aujourd'hui place Jean-Jaurès et place du Marché avec le gymnase, l'extension de l'école primaire de l'autre côté de la mairie, la nouvelle école maternelle, la salle Jacques Brel, etc.) est lancée au début des années 1980 sur l'emplacement de vignes (on distingue encore quelques parcelles restantes dans des maisons avoisinantes). La population double durant cette décennie pour encore augmenter durant les années 1990.
Le village s'étend le long de la route de Mende vers le sud en direction de Montpellier, et également à l'est avec l'apparition des quartiers du Mas de Prades, du Plo-Midi, des Baronnes, de Coste-Rousse, du Nouau, du Viala… à l'urbanisation plus ou moins diffuse dans la pinède et la garrigue, laissant des zones et collines sans construction. Du côté de la plaine du Lez, l'urbanisation s'étend beaucoup moins et laisse une grande place aux champs bordant la rivière, excepté au sud ou celle-ci est proche de la route. Au nord, il n'y a pas d'urbanisation, seuls sont présents le château de Restinclières et son parc, acquis par le conseil général en 1990 qui se chargera d'en rénover l'ensemble.
Les moutons ne vont plus paître sur les collines du village, qui ont retrouvé leur état sauvage : souvent, la pinède s'est développée mais on peut trouver çà et là des restes de vieux murs en pierre, vestiges d'anciennes cultures. D'anciennes vignes sont également visibles à divers endroits, mais les hautes herbes et la végétation les dissimulent plus ou moins des regards.
Un programme de rénovation du centre médiéval a été mis en œuvre : restauration de la porte médiévale Nord, réfection des façades…

D'autres travaux ont également été réalisés : réaménagement de la place du Marché, de la place du Café-du-Nord la rénovation totale de la salle Jacques Brel, création de parkings, aménagement d'un nouveau parvis de l'église, travaux de voirie dans plusieurs rues (aménagements, lutte contre les inondations, création de pistes cyclables)… La croix de mission, présente à côté de l'ancienne porte médiévale Nord a été déplacée en 2007 sur le nouveau parvis de l'église, s'élevant sur l'emplacement d'une ancienne maison et plus anciennement sur l'ancien cimetière du village.

### LeXXIesiècle: la seconde croissance de Prades
Après l'explosion démographique des années 1980, achevée au milieu des années 1990, la population de Prades n'a évolué que faiblement, le village gagnant quelques centaines d'habitants jusqu'à l'arrivée de la nouvelle équipe municipale en 2008. Celle-ci engagea une révision du plan local d'urbanisme pour mettre en place le projet de la Zac multisites Prata, renommée en projet Horizons. Un projet de ZAC avait envisagé en 2005 mais celui-ci n'avait pas eu de suite. Avec l'arrivée du projet Horizons, ce sont de nouveaux quartiers qui vont sortir de terre, leur construction étant déjà entamée. On compte dans la liste de ces nouveaux quartiers le Viala Est (construit sur le vaste terrain vague faisant face au rond-point des Baronnes), Coste-Rousse (qui va occuper la colline du même nom entre le quartier des Baronnes et le Mas de Prades) et Nouau (construit au sud du chemin du même nom). On compte également l'ensemble des logements (les « Terrasses du Lirou ») construits à la sortie nord du village.
Après une décennie de calme, Prades va connaitre une nouvelle explosion démographique. Ce sont 7 000 habitants qui sont prévus à l'horizon 2020, soit environ 2 500 de plus qu'aujourd'hui. L'arrivée prévue de la ligne 5 du tramway de Montpellier dans les années à venir va contribuer au développement du village et au renforcement de son intégration dans l'agglomération de Montpellier.

## Politique et administration

### Tendances politiques et résultats
| Scrutin             | Scrutin             | 1er tour | 1er tour    | 1er tour | 1er tour | 1er tour   | 1er tour | 1er tour | 1er tour  | 1er tour | 1er tour | 1er tour   | 1er tour | 2d tour | 2d tour | 2d tour | 2d tour | 2d tour | 2d tour |
| Scrutin             | Scrutin             | 1er      | 1er         | %        | 2e       | 2e         | %        | 3e       | 3e        | %        | 4e       | 4e         | %        | 1er     | 1er     | %       | 2e      | 2e      | %       |
| ------------------- | ------------------- | -------- | ----------- | -------- | -------- | ---------- | -------- | -------- | --------- | -------- | -------- | ---------- | -------- | ------- | ------- | ------- | ------- | ------- | ------- |
| Présidentielle 2017 | Présidentielle 2017 |          | EM          | 26,74    |          | LFI        | 25,97    |          | FN        | 17,48    |          | LR         | 14,36    |         | EM      | 72,26   |         | FN      | 27,74   |
| Présidentielle 2022 | Présidentielle 2022 |          | LREM        | 26,92    |          | LFI        | 26,89    |          | RN        | 17,49    |          | REC        | 6,69     |         | LREM    | 65,96   |         | RN      | 34,04   |
| Législatives 2022   | 4e                  |          | LFI (NUPES) | 36,05    |          | LREM (ENS) | 23,51    |          | RN        | 14,36    |          | PS (diss.) | 9,77     |         | LFI     | 62,55   |         | RN      | 37,45   |
| Législatives 2024   | 4e                  |          | LFI (NFP)   | 40,71    |          | RN         | 28,87    |          | HOR (ENS) | 27,03    |          | REC        | 2,15     |         | LFI     | 62,92   |         | RN      | 37,08   |

### Liste des maires
| Période   | Période                    | Identité            | Étiquette                     | Qualité                    |
| --------- | -------------------------- | ------------------- | ----------------------------- | -------------------------- |
| 1935      | 1938                       | Raoul Meler         | SFIO                          | Viticulteur démissionnaire |
| 1938      | 1945                       | Paul Crouzet        | Socialiste sentimental        | Universitaire et pédagogue |
| 1945      | 1953                       | Raoul Meler         | SFIO                          | Viticulteur                |
| 1953      | 1959                       | Jean Dusfour        |                               |                            |
| 1959      | 1971                       | Yves Auriacombe     |                               |                            |
| 1971      | 1976                       | Emile Causse        |                               |                            |
| 1976      | mars 1977                  | Robert Leblanc      |                               |                            |
| mars 1977 | juin 1995                  | Philippe Ogé        | PS                            | Docteur                    |
| juin 1995 | mars 2008                  | Jean-Pierre Damiens | SE                            |                            |
| mars 2008 | juin 2020                  | Jean-Marc Lussert   | DVG                           | Professeur de faculté      |
| juin 2020 | En cours (au 29 juin 2020) | Florence Brau,      | Liste citoyenne et écologiste | Journaliste indépendante   |

## Démographie
Au dernier recensement, la commune comptait 6207 habitants.
| 1793 | 1800 | 1806 | 1821 | 1831 | 1836 | 1841 | 1846 | 1851 |
| ---- | ---- | ---- | ---- | ---- | ---- | ---- | ---- | ---- |
| 207  | 233  | 274  | 268  | 275  | 315  | 337  | 367  | 390  |

| 1856 | 1861 | 1866 | 1872 | 1876 | 1881 | 1886 | 1891 | 1896 |
| ---- | ---- | ---- | ---- | ---- | ---- | ---- | ---- | ---- |
| 380  | 403  | 415  | 415  | 368  | 409  | 423  | 442  | 464  |

| 1901 | 1906 | 1911 | 1921 | 1926 | 1931 | 1936 | 1946 | 1954 |
| ---- | ---- | ---- | ---- | ---- | ---- | ---- | ---- | ---- |
| 576  | 506  | 511  | 483  | 492  | 509  | 502  | 419  | 476  |

| 1962 | 1968 | 1975 | 1982  | 1990  | 1999  | 2006  | 2011  | 2016  |
| ---- | ---- | ---- | ----- | ----- | ----- | ----- | ----- | ----- |
| 523  | 704  | 917  | 1 538 | 3 604 | 4 361 | 4 494 | 4 540 | 5 451 |

| 2021  | 2022  | - | - | - | - | - | - | - |
| ----- | ----- | - | - | - | - | - | - | - |
| 6 107 | 6 207 | - | - | - | - | - | - | - |

La commune s'inscrit dans l'agglomération urbaine de Montpellier qui comptait 421 647 habitants en 2014.

## Économie

### Revenus
En 2018, la commune compte 2 403 ménages fiscaux, regroupant 5 889 personnes. La médiane du revenu disponible par unité de consommation est de 25 050 € (20 330 € dans le département). 64 % des ménages fiscaux sont imposés (45,8 % dans le département).

### Emploi
|                | 2008   | 2013   | 2018  |
| -------------- | ------ | ------ | ----- |
| Commune        | 7,5 %  | 7,9 %  | 7,5 % |
| Département    | 10,1 % | 11,9 % | 12 %  |
| France entière | 8,3 %  | 10 %   | 10 %  |

En 2018, la population âgée de 15 à 64 ans s'élève à 3 698 personnes, parmi lesquelles on compte 76,4 % d'actifs (68,9 % ayant un emploi et 7,5 % de chômeurs) et 23,6 % d'inactifs,. Depuis 2008, le taux de chômage communal (au sens du recensement) des 15-64 ans est inférieur à celui de la France et du département.
La commune fait partie de la couronne de l'aire d'attraction de Montpellier, du fait qu'au moins 15 % des actifs travaillent dans le pôle,. Elle compte 1 108 emplois en 2018, contre 1 071 en 2013 et 918 en 2008. Le nombre d'actifs ayant un emploi résidant dans la commune est de 2 582, soit un indicateur de concentration d'emploi de 42,9 % et un taux d'activité parmi les 15 ans ou plus de 63,1 %.
Sur ces 2 582 actifs de 15 ans ou plus ayant un emploi, 419 travaillent dans la commune, soit 16 % des habitants. Pour se rendre au travail, 85,9 % des habitants utilisent un véhicule personnel ou de fonction à quatre roues, 4,3 % les transports en commun, 6,8 % s'y rendent en deux-roues, à vélo ou à pied et 3 % n'ont pas besoin de transport (travail au domicile).

### Activités hors agriculture

#### Secteurs d'activités
482 établissements sont implantés  à Prades-le-Lez au 31 décembre 2019. Le tableau ci-dessous en détaille le nombre par secteur d'activité et compare les ratios avec ceux du département,.
| Secteur d'activité                                                                                        | Commune | Commune | Département |
| Secteur d'activité                                                                                        | Nombre  | %       | %           |
| --- | ------- | ------- | ----------- |
| Ensemble                                                                                                  | 482     | 100 %   | (100 %)     |
| Industrie manufacturière, industries extractives et autres                                                | 18      | 3,7 %   | (6,7 %)     |
| Construction                                                                                              | 55      | 11,4 %  | (14,1 %)    |
| Commerce de gros et de détail, transports, hébergement et restauration                                    | 74      | 15,4 %  | (28 %)      |
| Information et communication                                                                              | 20      | 4,1 %   | (3,3 %)     |
| Activités financières et d'assurance                                                                      | 15      | 3,1 %   | (3,2 %)     |
| Activités immobilières                                                                                    | 34      | 7,1 %   | (5,3 %)     |
| Activités spécialisées, scientifiques et techniques et activités de services administratifs et de soutien | 118     | 24,5 %  | (17,1 %)    |
| Administration publique, enseignement, santé humaine et action sociale                                    | 111     | 23 %    | (14,2 %)    |
| Autres activités de services                                                                              | 37      | 7,7 %   | (8,1 %)     |

Le secteur des activités spécialisées, scientifiques et techniques et des activités de services administratifs et de soutien est prépondérant sur la commune puisqu'il représente 24,5 % du nombre total d'établissements de la commune (118 sur les 482 entreprises implantées  à Prades-le-Lez), contre 17,1 % au niveau départemental.

#### Entreprises et commerces
Les cinq entreprises ayant leur siège social sur le territoire communal qui génèrent le plus de chiffre d'affaires en 2020 sont : 
- Fladro, supermarchés (13 546 k€)
- EURL Œnologie et Culture, activités des sociétés holding (438 k€)
- JMP, activités de soutien au spectacle vivant (332 k€)
- General Vendors, activités des sociétés holding (314 k€)
- MTP, location et location-bail de machines et équipements pour la construction (224 k€)

### Agriculture
|               | 1988 | 2000 | 2010 | 2020 |
| ------------- | ---- | ---- | ---- | ---- |
| Exploitations | 36   | 20   | 12   | 7    |
| SAU (ha)      | 162  | 69   | 59   | 26   |

La commune est dans le « Soubergues », une petite région agricole occupant le nord-est du département de l'Hérault. En 2020, l'orientation technico-économique de l'agriculture  sur la commune est la viticulture. Sept exploitations agricoles ayant leur siège dans la commune sont dénombrées lors du recensement agricole de 2020 (36 en 1988). La superficie agricole utilisée est de 26 ha,,.

## Culture locale et patrimoine

### Lieux et monuments

#### L'église Saint-Jacques-le-Majeur

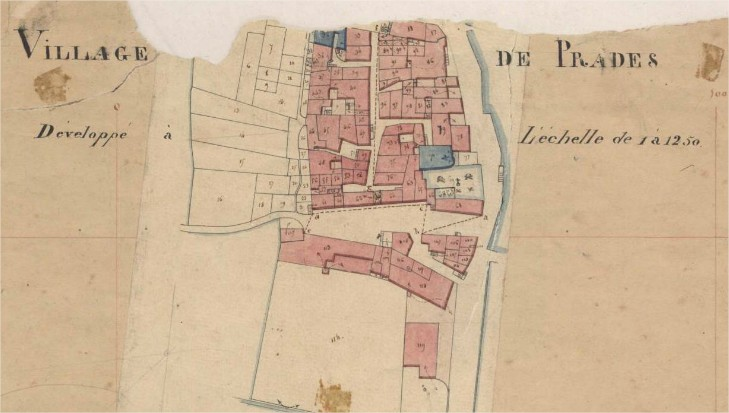
Le village de Prades en 1832.

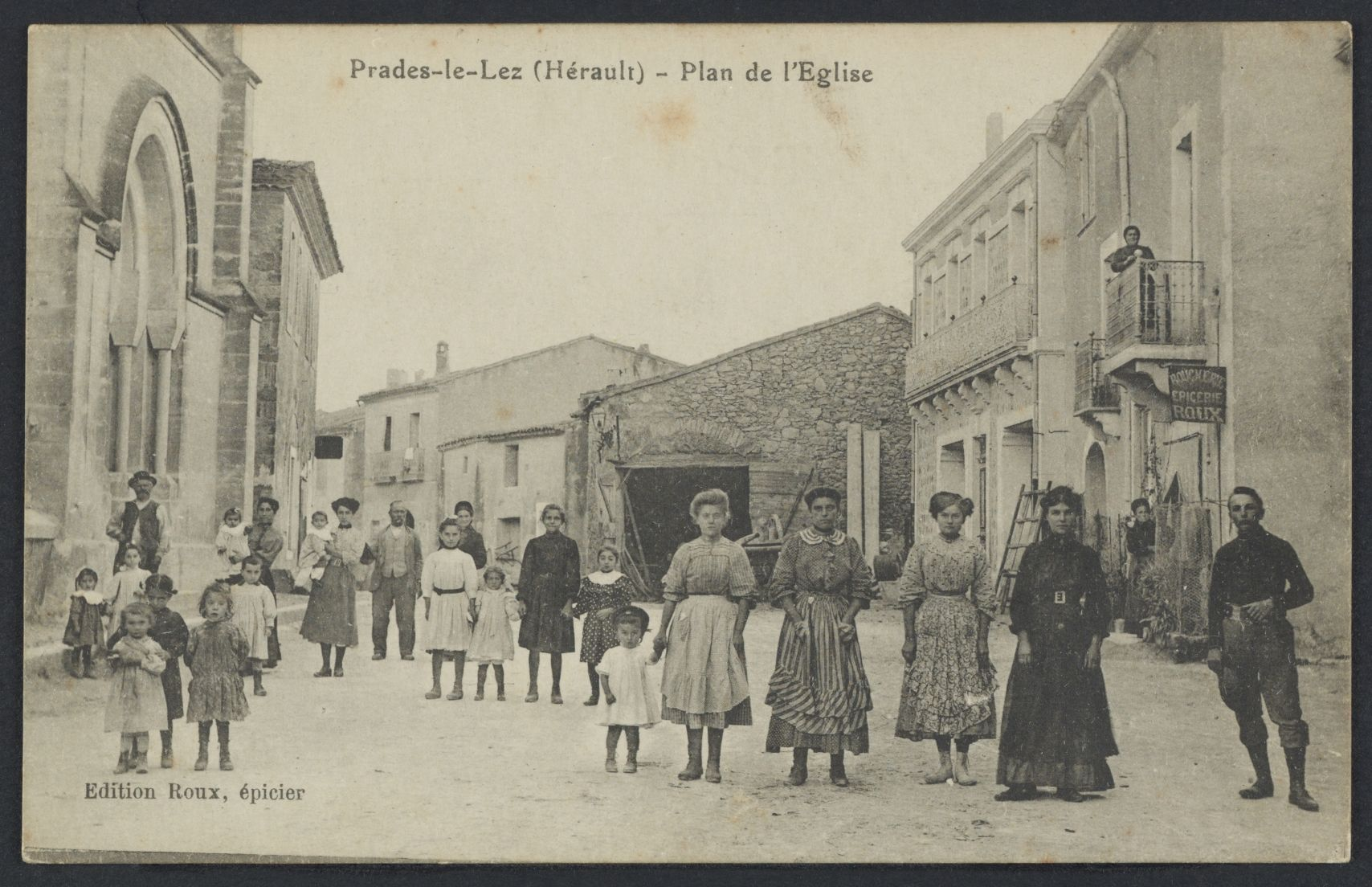
Place devant l'église : carte postale (fin du XIX^{e} siècle - début du XX^{e})

Durant le XIXe siècle apparaît également la nécessité d'agrandir l'église à cause du manque de plus en plus important de places pour l'accueil des habitants. Le projet d'agrandissement est finalement validé et la reconstruction de l'église est achevée en 1891. À l'origine, il avait été envisagé d'intégrer l'ancienne église romane (XIIe siècle) à la nouvelle, mais il apparut qu'il était plus pratique de la démolir et de construire la nouvelle. Seul le clocher (celui comportant une girouette) a été conservé, rattaché à la nouvelle église. La construction attenante au vieux clocher a été refaite, agrandie, afin d'y ajouter une cloche. Elle est en quelque sorte devenue un second clocher. À l'intérieur de l'église se trouve une Vierge du XVIIe siècle.
Cette nouvelle église d'un style romano-gothique s'élève sur l'emplacement de l'ancien cimetière de Prades, auparavant déplacé à l'endroit où il se trouve toujours aujourd'hui, et sur le lieu de passage de l'ancien rempart médiéval. Le cimetière était trop petit, et il devait être rétréci à cause de l'aménagement de la route de Mende. L'ancienne église romane s'élevait à l'emplacement du « passage de l'église », ruelle reliant le Vieux-Prades à cette même route, tout en empiétant légèrement sur le terrain occupé par la nouvelle. Son orientation était contraire : en effet, son abside était orientée vers l'est et son entrée, orientée au nord, donnait sur le vieux village, directement dans la rue perpendiculaire à celle du Vieux-Prades. Peut être existait-il aussi une entrée orientée au sud, donnant sur l'ancien cimetière. Quant à la nouvelle église, elle opère un changement radical en se tournant vers l'Est, lieu d'urbanisation du village : l'abside est alors orientée vers le vieux Prades et son entrée donne sur la route de Mende.
L'abside s'élevait dans le prolongement de l'arrière du bâtiment de l'auto-école, empiétant sur le terrain occupé par l'église actuelle. Le bâtiment se prolongeait vers l'intérieur et jusqu'au niveau de l'actuel clocher. Elle donnait sur la rue perpendiculaire à l'actuelle église dont l'accès se fait par la petite porte ouverte dans le mur. De cette rue, on fait face en regardant vers le sud au clocher conservé et à l'abside de la nouvelle église, empiétant en partie sur l'emplacement de l'ancienne puisque le clocher lui appartenait. Cette rue effectue un angle droit et rejoint la « rue du Vieux-Prades ».
L'ancienne église était toute petite, Jean-Marie Amelin, dans son Guide du voyageur dans le département de l'Hérault, nous donne comme dimensions 12,5 m de long et 10,5 m de large. Parmi les esquisses, dessins et peintures qu'il a réalisés sur Prades, certaines d'entre elles représentent l'ancienne église, ce qui nous permet d'avoir une idée de ce à quoi elle ressemblait. La médiathèque centrale de Montpellier Agglomération a numérisé ces archives et les a mises à disposition, ce qui permet de découvrir ce témoignage ancien du village (et de bien d'autres lieux de l'Hérault).

Au Moyen Âge, on accédait à l'église par le Vieux-Prades. Les dessins d'Amelin montrent qu'au début du XIXe siècle, on pouvait également accéder à l'extérieur, du côté de l'abside, par une petite porte ouverte dans un pan de mur bordant la route de Mende. À la gauche se trouvait le cimetière, délimité par des murs.
Les portes nord et sud du Vieux-Prades sont inscrites aux Monuments historiques. Une plaque a d'ailleurs été apposée récemment[Quand ?].
Le domaine de Restinclières (famille Cambacéres - fin du XVIIIe et début du XIXe) est au nord de Prades-le-Lez en direction de Saint-Mathieu-de-Tréviers. Dans le château de ce domaine de 220 hectares se trouve la Maison départementale de l'environnement, service du département de l'Hérault. Dans les communs se trouve l'association Les Écologistes de l'Euzière, association d'éducation à l'environnement.

### Personnalités liées à la commune
(Liste non exhaustive, classée en ordre croissant par date de naissance)
- L'ingénieur anglais Samuel Bentham (1757-1831), qui avait acheté le château de Restinclières et son domaine, y fit prospérer une exploitation agricole ; mais le système d'irrigation mis au point par son fils Georges suscita la colère des agriculteurs de la région[41] et les Bentham durent quitter le pays en 1826 ;
- Paul Crouzet (1873-1952), universitaire et maire de Prades ;
- Sophie Desmarets (1922-2012), actrice[réf. nécessaire] ;
- Bernard Belluc (1949-), artiste et cofondateur du Musée International des Arts Modestes (MIAM)[réf. nécessaire] ;
- Charles Camberoque (1950-), photographe, auteur de nombreux livres et professeur à l'École Supérieure des Beaux-Arts de Montpellier[réf. nécessaire] ;
- François Vérove (1962-2021), violeur et tueur en série présumé, identifié dans la presse comme "le Grêlé". Il fut conseiller municipal de la commune ;
- Stéphane Goubert (1970-), cycliste professionnel[42] ;
- Fabrice Grasset, entraineur adjoint du Montpellier Handball[43] ;
- Sylvain Corentin, artiste plasticien[44] ;
- Guillaume Cannat, auteur et éditeur[réf. nécessaire].

### Héraldique
| Blason de Prades-le-Lez | Blason  | De sinople au lion d'or, armé et lampassé de gueules. |
| Blason de Prades-le-Lez | Détails | Le statut officiel du blason reste à déterminer.      |